# 吉米·布拉德
詹姆斯·理查德·"吉米"·布拉德（英語：James Richard "Jimmy" Bullard，1978年10月23日—）生於倫敦東部的紐漢，是一名已退役的英格蘭職業足球運動員，司職正中場。

## 生平

### 早年
保拿特在非聯賽球隊格拉維森及諾思弗利特（Gravesend & Northfleet）展開足球事業，週薪只有60英鎊，直到1999年才被兒時擁戴的韋斯咸以3萬英鎊收購，但保拿特未能成功打進一隊，更於2000/01年球季後遭放棄。經過三星期的試腳，保拿特簽約加盟彼德堡，在62場上陣的比賽射入11球，保拿特的名字開始廣為人識，更獲韋根賞識，於2003年1月以27萬5,000英鎊收歸旗下。

### 韋根
保拿特很快便在韋根一隊奠定正選席位，於2004/05年球季協助球隊晉升超級聯賽，更打入2006年聯賽盃決賽，但以0-4負於曼聯而屈居亞軍。

### 富咸

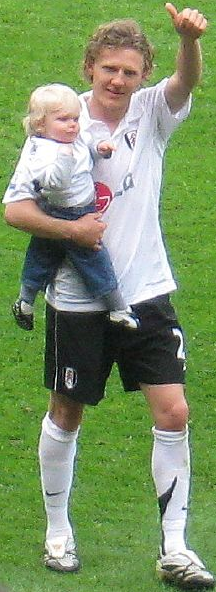
在富咸的保拿特

2006年4月28日保拿特以合約中的買斷條款，宣佈以250萬英鎊於季後轉投富咸。2006年8月20日保拿特首次為富咸披甲上陣，以1-5大敗給曼聯；8月26日，保拿特在最後一分鐘射入十二碼為富咸對保頓扳平1-1，取得加盟以來的首個入球；三日後保拿特在對錫菲聯時灣入一個離球門28碼的自由球，為球隊鎖定1-0的勝局，賽後富咸的領隊基斯·高文（Chris Coleman）稱讚保拿特是「歷來最佳的200萬英鎊收購」。
2006年9月9日在對紐卡素時保拿特的膝蓋脫臼，初時以為傷勢可於6至8週內復原，但三日後詳細檢驗證實保拿特的膝蓋十字韌帶撕裂，需養傷長達9個月。富咸的新領隊羅理·山齊士（Lawrie Sanchez）宣稱保拿特可於2007年10月復出，但保拿特直到2008年1月12日才在對韋斯咸時可以後補身份再次上陣。
2008年2月3日對阿士東維拉時先助攻扳平，更射入一個離球門25碼的自行球反勝2-1，賽後獲選為是場「最佳球員」（man of the match）；數週後保拿特在對布力般流浪時再射入類似的罰球而為球隊取得寶貴的一分，保存護級的一線生機。因傷缺陣長時間後，復出後的保拿特表現出色，富咸於季末保持不敗，在2-0擊敗伯明翰城後於聯賽尚餘一輪時脫離尾三的降級區域。2007/08年球季富咸最後一戰作客對樸茨茅夫必需獲勝才可確保英超一席位，保拿特的罰球傳交丹尼·梅菲頂入，1-0的勝果為富咸成功護級。
2008年8月1日富咸以保拿特合約尚餘兩年而拒絕延長合約，韋斯咸、布力般流浪及愛華頓先後表示有意收購保拿特，領隊罗伊·霍奇森否認保拿特會於1月轉會窗重開時離隊。

### 侯城

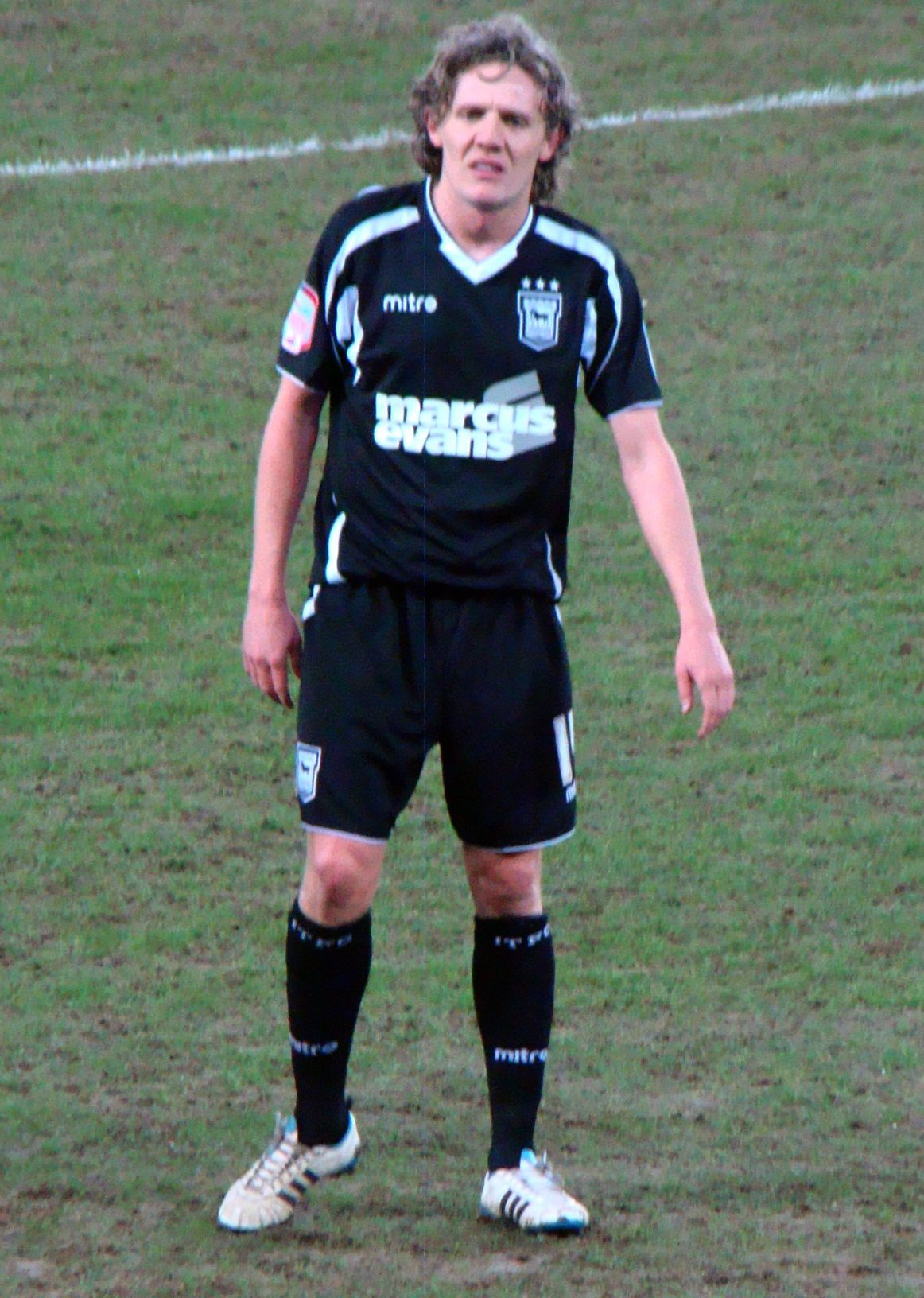
外借葉士域治的保拿特

2009年1月23日保拿特以破球會轉會費紀錄的500萬英鎊轉投侯城。1月28日作客韋斯咸於下半後補首度上陣，陣上撞傷膝蓋，雖能戰至完場，但卻在下場對西布朗的聯賽缺陣，由於是曾經重創的同一膝蓋，保拿特接受一名美國膝蓋專家檢查後證實無礙，並出發到杜拜進行集訓。但2月17日侯城在官網宣佈保拿特在美國接受一直負責其膝傷的理察·史特文醫生（Dr Richard Steadman）施行手術，原本只是治理受損的軟骨，但發現十字韌帶亦有問題，手術後提早收「咧」，加盟後首半季只比賽了37分鐘。
2009年10月保拿特可以跟隨一隊操練，養傷長達9個月後於10月19日作客對舊東家富咸復出，隨即協助球隊取得4場不敗及脫離降班區域，期間射入兩球十二碼，於對曼城射入扳平1-1後，其慶祝方式是重演去年領隊菲爾·布朗惹人爭議的半場訓話，更獲選「英超11月份最佳球員」。12月5日作客0-3負於阿士東維拉，於開賽後僅19分鐘便與占士·米拿相撞受傷離場，賽後受創左膝接受掃瞄，需缺陣6-8星期。
2010年夏季保拿特獲准與蘇超球會些路迪商討以借用身份加盟條件，但因薪酬未能達成協議而拉倒。原希望出售保拿特的侯城季初甚至不發球衣編號予他，其後才獲發「27」號球衣，於轉會窗關閉後仍然無人問津後，保拿特在上半季上陣9場及射入兩球，包括12月26日作客錫菲聯於完場前射入奠勝球以3-2擊敗對手。
2011年1月27日保拿特被外借到另一支英冠球隊葉士域治直至球季結束，與前韋根舊上司保羅·祖維爾（Paul Jewell）故劍重逢，期間上陣16場及射入5球，迅速成為葉士域治球迷的寵兒，雖然僅效力短短3個月，卻獲選為球迷票選年度最佳球員。2011年夏季侯城宣佈與保拿特提前解約。

### 葉士域治
2011年8月25日葉士域治擊敗多支英超球隊獲得保拿特首肯加盟，簽署兩年合約。隨後，保拿特狀態不足，長期坐在後備席，直至最後因與隊友米高·祖柏酗酒而缺席操練，被球會停賽。2012年8月，保拿特被球會放棄
。

### 米爾頓凱恩斯
2012年8月28日，渴望升班的甲組球會米爾頓凱恩斯與保拿特簽了一份效力至2012年12月31日的短期合約。這是領隊卡爾·羅賓遜於夏季轉會窗結束前簽下的第五名球員
。但是於2012年10月1日，保拿特因長期嚴重膝蓋傷患，宣佈退役。

### 國家隊
保拿特雖然在英格蘭出生，由於其祖母是德國人，故有資格代表德國國家隊。2008年8月卡比路徵召保拿特加入英格蘭2010年世界盃外圍賽首兩場對安道爾及克羅地亞的大軍名單中。

## 外部連結
- 足球数据库：吉米·布拉德的球员统计数据
- UpThePosh!：彼得堡資料庫簡介 （页面存档备份，存于）
- 富咸官網簡介